# 40 Seasons: The Best of Skid Row
40 Seasons: The Best of Skid Row es un disco compilatorio de la banda de heavy metal Skid Row. Lanzado en noviembre de 1998, incluye entre otras, las canciones "18 and Life", "I Remember You" y "Youth Gone Wild", además incluye una nueva versión (remix) de "Into Another", "My Enemy", "Breakin' Down", un demo de "Frozen", un tema en vivo "Beat Yourself Blind" y como novedad, 2 nuevos tracks: "Forever" y "Fire in the Hole".

## Lista de canciones
| N.º | Título                                           | Escritor(es)                   | Duración |  |
| 1.  | «Youth Gone Wild»                                | Rachel Bolan, Dave Sabo        | 3:21     |  |
| 2.  | «18 and Life»                                    | Bolan, Sabo                    | 3:49     |  |
| 3.  | «Piece of Me»                                    | Bolan                          | 2:48     |  |
| 4.  | «I Remember You»                                 | Bolan, Sabo                    | 5:14     |  |
| 5.  | «The Threat»                                     | Bolan, Sabo                    | 3:48     |  |
| 6.  | «Psycho Love»                                    | Bolan                          | 3:58     |  |
| 7.  | «Monkey Business»                                | Bolan, Sabo                    | 4:19     |  |
| 8.  | «Quicksand Jesus»                                | Bolan, Sabo                    | 5:21     |  |
| 9.  | «Slave to the Grind»                             | Sebastian Bach, Bolan, Sabo    | 3:31     |  |
| 10. | «Into Another» (Remix)                           | Bolan, Sabo                    | 3:59     |  |
| 11. | «Frozen» (Demo)                                  | Bolan, Sabo                    | 5:32     |  |
| 12. | «My Enemy» (Remix)                               | Rob Affuso, Scotti Hill, Bolan | 3:32     |  |
| 13. | «Breakin' Down» (Remix)                          | Sabo                           | 4:28     |  |
| 14. | «Beat Yourself Blind» (Live)                     | Bolan, Sabo, Hill              | 5:20     |  |
| 15. | «Forever» (Previously unreleased, 1988)          | Bolan, Sabo, Hill              | 4:04     |  |
| 16. | «Fire in the Hole» (Previously unreleased, 1991) | Bolan, Hill                    | 3:26     |  |
| 17. | «Psycho Therapy» (Ramones cover)                 | Dee Dee Ramone, Johnny Ramone  | 2:30     |  |

## Miembros
- Sebastian Bach – Voz
- Dave Sabo – Guitarra
- Scotti Hill – Guitarra
- Rachel Bolan – Bajo
- Rob Affuso – Batería